# 1821 في المملكة المتحدة
فيما يلي قوائم الأحداث التي وقعت خلال عام 1821 في المملكة المتحدة.

## سياسة

### تعيين في المنصب
- 1 يناير – ويليام هيرشل President of the Royal Astronomical Society [الإنجليزية]‏.

## ظهور
- 5 مايو – الغارديان

## مواليد

### فبراير
- 3 فبراير – إليزابيث بلاكويل عالمة أمريكية.

### مارس
- 19 مارس – ريتشارد فرانسيس برتون

### أبريل
- 12 أبريل – بوشامب سيمور سياسي من المملكة المتحدة.

### مايو
- 21 مايو – توماس مور عالم نبات بريطاني.

### يونيو
- 8 يونيو – صمويل بيكر
- 24 يونيو – لوسي داف غوردون كاتبة بريطانية.

### أغسطس
- 16 أغسطس – آرثر كيلي

### نوفمبر
- 13 نوفمبر – وليام لوفتس
- 24 نوفمبر – هنري توماس باكل

## وفيات

### فبراير
- 23 فبراير – جون كيتس (مواليد 1795)

### مارس
- 4 مارس – الأميرة إليزابيث أميرة كلارنس (مواليد 1820)

### أبريل
- 16 أبريل – توماس سكوت (مواليد 1747)

### نوفمبر
- 28 نوفمبر – صموئيل فينس (مواليد 1749)